# Selección femenina de fútbol de Corea del Sur
La selección femenina de fútbol de Corea del Sur (Hangul: 대한민국 여자 축구 국가대표팀; Hanja: 大韓民國女子蹴球國家代表팀) es el equipo que representa a Corea del Sur en las competencias  internacionales de fútbol femenino. Está afiliada a la Asociación de Fútbol de Corea que a su vez está afiliada a la Confederación Asiática de Fútbol y a la FIFA.

## Copa Mundial Femenina de Fútbol
| Mundial Femenino de la FIFA    |                  |                 |                 |                 |                 |                 |                 |                 |
| Año                            | Ronda            | Posición        | PJ              | PG              | PE              | PP              | GF              | GC              |
| China 1991                     | No se clasificó  | No se clasificó | No se clasificó | No se clasificó | No se clasificó | No se clasificó | No se clasificó | No se clasificó |
| Suecia 1995                    | No se clasificó  | No se clasificó | No se clasificó | No se clasificó | No se clasificó | No se clasificó | No se clasificó | No se clasificó |
| Estados Unidos 1999            | No se clasificó  | No se clasificó | No se clasificó | No se clasificó | No se clasificó | No se clasificó | No se clasificó | No se clasificó |
| Estados Unidos 2003            | Fase de grupos   | 14.ª            | 3               | 0               | 0               | 3               | 1               | 11              |
| China 2007                     | No se clasificó  | No se clasificó | No se clasificó | No se clasificó | No se clasificó | No se clasificó | No se clasificó | No se clasificó |
| Alemania 2011                  | No se clasificó  | No se clasificó | No se clasificó | No se clasificó | No se clasificó | No se clasificó | No se clasificó | No se clasificó |
| Canadá 2015                    | Octavos de final | 14.ª            | 4               | 1               | 1               | 2               | 4               | 8               |
| Francia 2019                   | Fase de grupos   | 21.ª            | 3               | 0               | 0               | 3               | 1               | 8               |
| Australia y Nueva Zelanda 2023 | Fase de grupos   | 28.ª            | 3               | 0               | 1               | 2               | 1               | 4               |
| Total                          | 4/9              | 28º             | 13              | 1               | 2               | 10              | 7               | 31              |

## Fútbol en los Juegos Olímpicos
| Fútbol en los Juegos Olímpicos |                 |                 |                 |                 |                 |                 |                 |                 |
| Año                            | Ronda           | Posición        | PJ              | PG              | PE              | PP              | GF              | GC              |
| 1996                           | No se clasificó | No se clasificó | No se clasificó | No se clasificó | No se clasificó | No se clasificó | No se clasificó | No se clasificó |
| 2000                           | No se clasificó | No se clasificó | No se clasificó | No se clasificó | No se clasificó | No se clasificó | No se clasificó | No se clasificó |
| 2004                           | No se clasificó | No se clasificó | No se clasificó | No se clasificó | No se clasificó | No se clasificó | No se clasificó | No se clasificó |
| 2008                           | No se clasificó | No se clasificó | No se clasificó | No se clasificó | No se clasificó | No se clasificó | No se clasificó | No se clasificó |
| 2012                           | No se clasificó | No se clasificó | No se clasificó | No se clasificó | No se clasificó | No se clasificó | No se clasificó | No se clasificó |
| 2016                           | No se clasificó | No se clasificó | No se clasificó | No se clasificó | No se clasificó | No se clasificó | No se clasificó | No se clasificó |
| 2021                           | No se clasificó | No se clasificó | No se clasificó | No se clasificó | No se clasificó | No se clasificó | No se clasificó | No se clasificó |
| 2024                           | No se clasificó | No se clasificó | No se clasificó | No se clasificó | No se clasificó | No se clasificó | No se clasificó | No se clasificó |
| Total                          | 0/7             | -               | 0               | 0               | 0               | 0               | 0               | 0               |

## Copa Asiática femenina de la AFC
| Sede / Año              | Result        | PJ           | G            | E            | P            | GF           | GC           | DG           |
| ----------------------- | ------------- | ------------ | ------------ | ------------ | ------------ | ------------ | ------------ | ------------ |
| Hong Kong 1975          | No participó  | No participó | No participó | No participó | No participó | No participó | No participó | No participó |
| República de China 1977 | No participó  | No participó | No participó | No participó | No participó | No participó | No participó | No participó |
| India 1979              | No participó  | No participó | No participó | No participó | No participó | No participó | No participó | No participó |
| Hong Kong 1981          | No participó  | No participó | No participó | No participó | No participó | No participó | No participó | No participó |
| Tailandia 1983          | No participó  | No participó | No participó | No participó | No participó | No participó | No participó | No participó |
| Hong Kong 1986          | No participó  | No participó | No participó | No participó | No participó | No participó | No participó | No participó |
| Hong Kong 1989          | No participó  | No participó | No participó | No participó | No participó | No participó | No participó | No participó |
| Japón 1991              | Primera ronda | 3            | 0            | 0            | 3            | 0            | 22           | –22          |
| Malasia 1993            | Primera ronda | 3            | 1            | 0            | 2            | 4            | 9            | –5           |
| Malasia 1995            | Cuarto lugar  | 5            | 2            | 1            | 2            | 11           | 5            | +6           |
| China 1997              | Primera ronda | 2            | 1            | 0            | 1            | 11           | 1            | +10          |
| Filipinas 1999          | Primera ronda | 4            | 3            | 0            | 1            | 30           | 5            | +25          |
| República de China 2001 | Cuarto lugar  | 6            | 4            | 0            | 2            | 16           | 10           | +6           |
| Tailandia 2003          | Tercer lugar  | 6            | 4            | 1            | 1            | 22           | 5            | +17          |
| Australia 2006          | Primera fase  | 4            | 2            | 0            | 2            | 14           | 6            | +8           |
| Vietnam 2008            | Primera fase  | 3            | 2            | 0            | 1            | 5            | 3            | +2           |
| China 2010              | Primera fase  | 3            | 1            | 1            | 1            | 6            | 3            | +3           |
| Vietnam 2014            | Cuarto lugar  | 5            | 2            | 1            | 2            | 18           | 4            | +14          |
| Jordania 2018           | Quinto lugar  | 4            | 2            | 2            | 0            | 9            | 0            | +9           |
| India 2022              | Subcampeón    | 6            | 4            | 1            | 1            | 11           | 4            | +7           |
| Total                   | 13/20         | 54           | 28           | 7            | 19           | 157          | 77           | +80          |

## Fútbol femenino en los Juegos Asiáticos
| Sede / Año | Resultado     | PJ | G  | E | P  | GF  | GC | DG  |
| ---------- | ------------- | -- | -- | - | -- | --- | -- | --- |
| 1990       | Quinto lugar  | 5  | 1  | 0 | 4  | 2   | 30 | −28 |
| 1994       | Cuarto lugar  | 3  | 0  | 0 | 3  | 0   | 9  | −9  |
| 1998       | Primera ronda | 3  | 1  | 1 | 1  | 8   | 4  | +4  |
| 2002       | Cuarto lugar  | 5  | 2  | 0 | 3  | 6   | 8  | −2  |
| 2006       | Cuarto lugar  | 5  | 2  | 0 | 3  | 7   | 10 | −3  |
| 2010       | Tercer lugar  | 5  | 3  | 1 | 1  | 14  | 4  | +10 |
| 2014       | Tercer lugar  | 6  | 5  | 0 | 1  | 33  | 2  | +31 |
| 2018       | Tercer lugar  | 6  | 5  | 0 | 1  | 32  | 3  | +29 |
| Total      | 8/8           | 38 | 19 | 2 | 16 | 102 | 71 | +31 |

## Campeonato Femenino de Fútbol de Asia Oriental
| Sede / Año | Resultado    | PJ | G  | E | P  | GF  | GC | DG   |
| ---------- | ------------ | -- | -- | - | -- | --- | -- | ---- |
| 2005       | Campeón      | 3  | 2  | 1 | 0  | 3   | 0  | +3   |
| 2008       | Cuarto lugar | 6  | 3  | 0 | 3  | 15  | 9  | +6   |
| 2010       | Tercer lugar | 7  | 5  | 0 | 2  | 47  | 4  | +43  |
| 2013       | Tercer lugar | 3  | 1  | 0 | 2  | 4   | 5  | –1   |
| 2015       | Subcampeón   | 6  | 5  | 0 | 1  | 29  | 3  | +26  |
| 2017       | Cuarto lugar | 6  | 3  | 0 | 3  | 39  | 7  | +32  |
| 2019       | Subcampeón   | 3  | 1  | 1 | 1  | 3   | 1  | +2   |
| 2022       | Tercer lugar | 3  | 1  | 1 | 1  | 6   | 3  | +3   |
| 2025       | Campeón      | 3  | 1  | 2 | 0  | 5   | 3  | +2   |
| Total      | 2 títulos    | 40 | 22 | 5 | 13 | 151 | 36 | +115 |

## Peace Queen Cup
| Sede / Año | Resultado     | PJ | G | E | P | GF | GC | DG |
| ---------- | ------------- | -- | - | - | - | -- | -- | -- |
| 2006       | Primera ronda | 3  | 0 | 0 | 3 | 2  | 6  | –4 |
| 2008       | Cuarto lugar  | 3  | 2 | 0 | 1 | 5  | 4  | +1 |
| 2010       | Campeón       | 3  | 1 | 2 | 0 | 2  | 1  | +1 |
| Total      | 3/3           | 9  | 3 | 2 | 4 | 9  | 11 | –2 |

## Títulos
- Campeonato Femenino de Fútbol de Asia Oriental
  - Campeón: 2005, 2025[1]
- Peace Queen Cup
  - Campeón: 2010

## Jugadoras

### Última convocatoria
Jugadoras convocadas para la Copa Mundial de 2023.
Entrenador:  Vacante
| No. | Pos. | Jugadora        | Fecha de nacimiento (edad)         | Apa. | Goles | Club                        |
| --- | ---- | --------------- | ---------------------------------- | ---- | ----- | --------------------------- |
| 1   | POR  | Yoon Young-geul | 28 de octubre de 1987 (35 años)    | 27   | 0     | BK Häcken                   |
| 2   | DEF  | Choo Hyo-joo    | 29 de julio de 2000 (22 años)      | 30   | 3     | Suwon UDC                   |
| 3   | DEF  | Hong Hye-ji     | 25 de agosto de 1996 (26 años)     | 38   | 1     | Incheon Hyundai SRA         |
| 4   | DEF  | Shim Seo-yeon   | 15 de abril de 1989 (34 años)      | 76   | 0     | Suwon UDC                   |
| 5   | MED  | Kim Yun-ji      | 1 de junio de 1989 (34 años)       | 8    | 0     | Suwon UDC                   |
| 6   | DEF  | Lim Seon-joo    | 27 de noviembre de 1990 (32 años)  | 103  | 6     | Incheon Hyundai SRA         |
| 7   | DEL  | Son Hwa-yeon    | 15 de marzo de 1997 (26 años)      | 48   | 8     | Incheon Hyundai SRA         |
| 8   | MED  | Cho So-hyun     | 24 de junio de 1988 (35 años)      | 144  | 25    | Tottenham Hotspur           |
| 9   | MED  | Lee Geum-min    | 7 de abril de 1994 (29 años)       | 80   | 26    | Brighton & Hove Albion      |
| 10  | MED  | Ji So-yun       | 21 de febrero de 1991 (32 años)    | 144  | 66    | Suwon UDC                   |
| 11  | DEL  | Choe Yu-ri      | 16 de septiembre de 1994 (28 años) | 50   | 9     | Incheon Hyundai SRA         |
| 12  | DEL  | Moon Mi-ra      | 28 de febrero de 1992 (31 años)    | 29   | 16    | Suwon UDC                   |
| 13  | DEL  | Park Eun-sun    | 25 de diciembre de 1986 (36 años)  | 42   | 20    | Seoul WFC                   |
| 14  | MED  | Jeon Eun-ha     | 28 de enero de 1993 (30 años)      | 13   | 0     | Suwon UDC                   |
| 15  | MED  | Chun Ga-ram     | 19 de octubre de 2002 (20 años)    | 4    | 0     | Hwacheon KSPO               |
| 16  | DEF  | Jang Sel-gi     | 31 de mayo de 1994 (29 años)       | 89   | 12    | Incheon Hyundai SRA         |
| 17  | DEF  | Lee Young-ju    | 22 de abril de 1992 (31 años)      | 55   | 2     | Madrid CFF                  |
| 18  | POR  | Kim Jung-mi     | 16 de octubre de 1984 (38 años)    | 135  | 0     | Incheon Hyundai SRA         |
| 19  | DEL  | Casey Phair     | 29 de junio de 2007 (16 años)      | 0    | 0     | Players Development Academy |
| 20  | DEF  | Kim Hye-ri      | 25 de junio de 1990 (33 años)      | 111  | 1     | Incheon Hyundai SRA         |
| 21  | POR  | Ryu Ji-soo      | 3 de septiembre de 1997 (25 años)  | 0    | 0     | Seoul WFC                   |
| 22  | MED  | Bae Ye-bin      | 7 de diciembre de 2004 (18 años)   | 2    | 0     | Universidad de Uiduk        |
| 23  | DEL  | Kang Chae-rim   | 23 de marzo de 1998 (25 años)      | 24   | 6     | Incheon Hyundai SRA         |